# Gràcia Solidària
Gràcia Solidària és una associació sense ànim de lucre, que agrupa les entitats de cooperació del districte de Gràcia, Barcelona, el Barcelonès (Catalunya), que duen a terme projectes de cooperació arreu del món, tant en comunitats rurals com en grans concentracions urbanes. Són aquests, projectes d'escolarització, acolliment, nutrició, rehabilitació, salut, agricultura o suport a les persones sense llar entre d'altres.
Aquestes entitats treballen en més de 20 indrets del món, amb un volum d'unes 500.000 persones beneficiàries, i tenen un origen, base social o destacat arrelament, al districte de Gràcia, fet que motiva el seu agrupament dins de l'associació. Actualment són membres de Gràcia Solidària les següents entitats:
Acció Planetària, Aida Books, Amics de la Gent Gran, Associació Contra el Càncer, Ateneu Divers, AjutSI, Fundació Babel, Fundació Banc de Recursos, Cultivalia Senegaal, Enllaç Solidari, Fundació Guné, Fundació Maria Raventós, Família d'Hetauda, GhanABC, Gràcia amb el Sàhara, Gràcia Participa, Centre Obert Heura, Jin-Pa, Kasamu Aku, Somriures Marroc, SOS3 Barcelona i Yamuna.
Gràcia Solidària s'ocupa d'organitzar esdeveniments varis, com ara la Fira Festa Solidària de Nadal a la Plaça de la Virreina, el Concurs Fotogràfic i Xerrades divulgatives entre d'altres, per recaptar fons per als projectes d'aquestes i donar a conèixer la seva tasca a la ciutadania, així com ajudar a sensibilitzar sobre diverses temàtiques socials i de cooperació tant nacional com internacional. També s'ocupa de crear espais per a la comunicació conjunta, que propiciïn un major coneixement per part de la ciutadania d'aquesta part del teixit associatiu de Gràcia.
Així mateix, ajuda a facilitar gestions, tant amb administracions públiques com amb empreses, tot potenciant la relació i els acords de col·laboració amb les entitats locals i els mitjans de comunicació de proximitat, i desenvolupa programes de formació en l'àmbit de la comunicació i la gestió, per empoderar les entitats i millorar la sincronia comunicativa.

## Història

### Origen
L'Origen de Gràcia Solidària té lloc el 2010, quan unes poques entitats de cooperació de Gràcia, varen optar per constituir-se com a plataforma per desenvolupar un conjunt d'activitats de difusió i de presència al districte de Gràcia. Aquestes entitats, compartien tot un seguit de coincidències en les seves estructures de petit format, voluntariat absolut i una presència en diferents indrets del món. Eren entitats molt consolidades, i va ser l'Ajuntament de Barcelona, en una trobada del districte, qui va propiciar que les entitats de cooperació es coneguessin i es poguessin constituir en una plataforma que en facilités la difusió entre la ciutadania.

### Constitució de l'entitat
Representants de diverses entitats de Gràcia Solidària van signar el dia 12 de març del 2019 l'acta fundacional per constituir formalment la plataforma com una associació i avançar en la defensa dels interessos comuns. La signatura del document va tenir lloc a la seu de Gràcia Solidària a Barcelona (Carrer del Robí, núm. 18) i va comptar amb la presència d'Aida Books, AjutSI, Barri Obert, Cultivalia Senegaal, Fundació Banc de Recursos, Gràcia amb el Sàhara, Jin-Pa i SOS3.
La primera Junta la formaren: Frederic Callís com a President, Xavier Valdivieso com a Vicepresident, i la responsable del Pont Solidari del Banc de Recursos, Maite Ortega, com a Secretària.{CC}}
La constitució de l'Associació Gràcia Solidària obeïa a la necessitat de millorar l'operativitat de la plataforma a l'hora de dur a terme accions conjuntes com ara les diverses fires en què aquesta participa. L'entitat es consolidà amb quatre categories de socis: Fundadors, de número, beneficiaris i d'honor. Podent-ne formar part totes les persones físiques i jurídiques que, de manera lliure i voluntària, comparteixin un interès en les seves finalitats.

## Activitats
- 2010 - Fira solidària al carrer d'Igualada en el marc de la Festa Major de Gràcia, del 14 al 21 d'agost, com a Plataforma amb: Jin-Pa, Aasara, Africa Edusa.[9]
- 2011 - Fira Solidària a la Plaça de les Dones de 36. El cap de setmana 16 i 17 de juliol.[10]
- 2012 - 1r Concurs fotogràfic, començat el 22 de novembre, amb una edició anual fins a data d'avui.[3][11][12][13]
- 2012 - 1a Fira Festa Solidària, a la Plaça de la Virreina. El 15 i 16 de desembre, amb una edició anual fins a data d'avui, menys durant la COVID-19.[2]
- 2018 - Vermut Solidari a l'Hotel Barcelona Catedral. Amb un concert del grup Old Negroni, el 23 d'abril.[14][15]
- 2018 - Col·laboració amb la Casa Vicens durant la Festa de Santa Rita, el 22 de maig, a favor de Gràcia Solidària a través d'Enllaç Solidari, i en anys posteriors a favor de Cultivalia Senegaal i de SOS3 Barcelona.[16][17][18]
- 2022 - Signatura d'un conveni amb l'Associació Cultural L'independent de Gràcia el 6 de Juny per Emeteri Frago i Frederic Callís, a la seu de Gràcia Solidària.[5][19]
- 2024 - Participació a la 1a edició del festival Vila Màgica amb una Gala Solidària, mitjançant l'actuació del Mag Stigman al teatre de El Centre Gràcia, l'11 d'Octubre.[20][21]